# Bahnstrecke León–Gijón
| |                                                                                      |                                                   |                                                   |
| Kursbuchstrecke: | 130                                                                                  |                                                   |                                                   |
| Streckenlänge: | 171 km                                                                               |                                                   |                                                   |
| Spurweite: | 1668 mm (Iberische Spur)                                                             |                                                   |                                                   |
| Stromsystem: | 3000 V =                                                                             |                                                   |                                                   |
| Maximale Neigung: | 23 ‰                                                                                 |                                                   |                                                   |
| Minimaler Radius: | 300 m                                                                                |                                                   |                                                   |
| Streckengeschwindigkeit: | León–La Robla: 160 km/h La Robla–Pola de Lena: 105 km/h Pola de Lena–Gijón: 130 km/h |                                                   |                                                   |
| Zugbeeinflussung: | ASFA                                                                                 |                                                   |                                                   |
| Zweigleisigkeit: | durchgängig bis auf La Robla–Pola de Lena                                            |                                                   |                                                   |
| |                                                                                      |                                                   |                                                   |
| Bahnstrecke León–Gijón |                                                                                      |                                                   |                                                   |
| \| \| \| \| \| \| \| 0 122.6 \| León provisorisch ab 2011 \| 825 msnm \| \| \| 119.9 \| León Rbf \| León Rbf \| \| \| \| Unterhaltswerkstatt León \| \| \| \| 119 \| Bif. Rio Quintana \| Bif. Rio Quintana \| \| \| \| nach Venta de Baños–Madrid \| \| \| \| 117.4 \| Bif. Río Bernesga \| Bif. Río Bernesga \| \| \| 113.6 \| Bif. Río Torneros, nach A Coruña \| Bif. Río Torneros, nach A Coruña \| \| \| 1.0 \| Bif. Galicien \| Bif. Galicien \| \| \| \| \| \| \| \| 1.9 \| Bif. Asturien \| Bif. Asturien \| \| \| 10.8 \| Santibañez \| 883 msnm \| \| \| 14.3 \| Cuadros \| 895 msnm \| \| \| 19.4 \| La Seca \| 895 msnm \| \| \| \| SFS nach Pola de Lena \| \| \| \| \| nach Matallana \| \| \| \| 25.0 \| La Robla (ab hier eingleisig) \| 956 msnm \| \| \| 29.8 \| Buen Suceso \| 985 msnm \| \| \| 33.1 \| Pola de Gordón \| 1005 msnm \| \| \| \| Tunnel Nr. 1 La Magdalena (83 m) \| \| \| \| \| Tunnel Nr. 2 Santa Lucía (89 m) \| \| \| \| 37.9 \| Santa Lucía \| 1053 msnm \| \| \| \| Tunnel Nr. 3 Las Colgodas (122 m) \| \| \| \| \| Tunnel Nr. 4 Ciñera (51 m) \| \| \| \| 39.6 \| Ciñera \| 1067 msnm \| \| \| \| Kohlengrube \| \| \| \| \| Tunnel Nr. 5 La Gotera (207 m) \| \| \| \| 42.8 \| Villasimpliz \| 1115 msnm \| \| \| \| Tunnel Nr. 6 El Tueiro (319 m) \| \| \| \| \| Tunnel Nr. 7 Lorentin (19 m) \| \| \| \| 45.5 \| Villamanín \| 1129 msnm \| \| \| \| Tunnel Nr. 8 Villanueva La Rosa (119 m) \| \| \| \| \| Tunnel Nr. 9 Camplongo (221 m) \| \| \| \| \| Tunnel Nr. 10 Acero (72 m) \| \| \| \| 53.2 \| Busdongo \| 1242 msnm \| \| \| \| \| \| \| \| \| Tunnel Nr. 11 La Perruca (3073 m) \| \| \| \| \| Tunnel Nr. 12 La Maja del Estudiante (134 m) \| \| \| \| \| Tunnel Nr. 13 La Calera (103 m) \| \| \| \| \| Tunnel Nr. 14 La Loma del Asno (156 m) \| \| \| \| \| Tunnel Nr. 15 Canto del Estillero (241 m) \| \| \| \| \| Tunnel Nr. 16 La Pallariega (965 m) \| \| \| \| \| Tunnel Nr. 17 El Corollón (318 m) \| \| \| \| \| Tunnel Nr. 18 Peña Negra (301 m) \| \| \| \| \| Matarredonda (41 m), bis 1950er Jahre \| \| \| \| \| Tunnel Nr. 19 Canto de los Galanes (408 m) \| \| \| \| 62.7 \| Pajares \| 1157 msnm \| \| \| \| Tunnel Nr. 20 Corro la Tienda (228 m) \| \| \| \| \| Tunnel Nr. 21 El Serrón (251 m) \| \| \| \| \| Tunnel Nr. 22 Las Nieves (245 m) \| \| \| \| \| Tunnel Nr. 23 Canto de la Laguna (384 m) \| \| \| \| \| Tunnel Nr. 24 El Bescón (84 m) \| \| \| \| \| Tunnel Nr. 25 Pandoto (309 m) \| \| \| \| \| Tunnel Nr. 26+27 Romeral/Topeal (514 m) \| \| \| \| \| Navedo (58 m), Steinbogenbrücke, bis 1950er Jahre \| \| \| \| \| Tunnel Nr. 28 La Pisuna (1024 m) \| \| \| \| \| Reigosa (36 m) \| \| \| \| \| Tunnel Nr. 29 La Raigosa (243 m) \| \| \| \| \| Tunnel Nr. 30 Ranero (471 m) \| \| \| \| \| Tunnel Nr. 31 Los Troncos (331 m) \| \| \| \| \| Tunnel Nr. 32 Manga del Pozo (536 m) \| \| \| \| \| Tunnel Nr. 33 El Establón (432 m) \| \| \| \| \| Tunnel Nr. 34 Mudriello (375 m) \| \| \| \| \| Tunnel Nr. 35 La Gramea (660 m) \| \| \| \| \| Tunnel Nr. 36 La Polea (75 m) \| \| \| \| \| \| \| \| \| \| Tunnel Nr. 70 Orria (1061 m) \| \| \| \| \| Pajares (17 m) \| \| \| \| \| Tunnel Nr. 71 El Batán (305 m) \| \| \| \| 95.9 \| Puente de Los Fierros \| 516 msnm \| \| \| \| Tunnel Nr. 72 Fresnedo \| \| \| \| \| Fierros (100 m) \| \| \| \| \| Tunnel Nr. 68-Nr. 69 \| \| \| \| 72.2 \| Navidiello-Parana \| 969 msnm \| \| \| \| Tunnel Nr. 37–Nr. 43 \| \| \| \| \| Tunnel Nr. 44 La Sorda (1075 m) \| \| \| \| \| Paraná (130 m), bis 1950er Jahre \| \| \| \| \| Tunnel Nr. 45–Nr. 49 \| \| \| \| \| Tunnel Nr. 73-Nr. 77 \| \| \| \| \| Tunnel Nr. 67 El Capricho (1822 m) \| \| \| \| \| Congostinas (49 m), bis 1950er Jahre \| \| \| \| \| Tunnel Nr. 50 Congostinas (1168 m) \| \| \| \| \| Tunnel Nr. 51 Linares (91 m) \| \| \| \| 82.3 \| Linares-Congostinas \| 778 msnm \| \| \| \| Tunnel Nr. 52–Nr. 53 \| \| \| \| 100.0 \| La Frecha \| 437 msnm \| \| \| \| Burón (60 m), Steinbogenbrücke \| \| \| \| \| Tunnel Nr. 63–Nr. 66 \| \| \| \| \| Casorvida (20 m) \| \| \| \| \| Tunnel Nr. 61 Valdehaces (282 m) \| \| \| \| \| Valdetocino (30 m) \| \| \| \| 88.0 \| Malvedo \| 668 msnm \| \| \| \| Reya (10 m), Steinbogenbrücke \| \| \| \| \| Tunnel Nr. 54–Nr. 57 \| \| \| \| \| Tunnel Nr. 59–Nr. 61 \| \| \| \| \| Tunnel Nr. 78–Nr. 79 \| \| \| \| \| Tunnel Nr. 58 Bustiello (889 m) \| \| \| \| 102.2 \| Campomanes \| 393 msnm \| \| \| \| \| \| \| \| 104.7 \| La Cobertoria \| 354 msnm \| \| \| \| Autovía A-66 \| \| \| \| \| Río Naredo (ca. 100 m) \| \| \| \| \| SFS von La Robla \| \| \| \| 108.1 \| Pola de Lena (bis hier eingleisig) \| 352 msnm \| \| \| 111.4 \| Villallana \| 288 msnm \| \| \| \| \| \| \| \| \| (ca. 75 m) \| \| \| \| \| Tunnel Nr. 80 San Riella (2490 m) \| \| \| \| \| (ca. 110 m) \| \| \| \| \| \| \| \| \| 115.2 \| Ujo \| 249 msnm \| \| \| 116.9 \| Santullano \| 231 msnm \| \| \| 120.8 \| Mieres-Puente \| 217 msnm \| \| \| 120.8 \| Mieres Eisenwerk Mieres \| Mieres Eisenwerk Mieres \| \| \| \| Bahnstrecke Trubia–Collanzo (FEVE) \| \| \| \| 123.2 \| Ablaña \| 191 msnm \| \| \| \| Tunnel Nr. 82 Peña Lapra (103 m) \| \| \| \| 124.6 \| La Pereda-Riosa \| 182 msnm \| \| \| \| \| \| \| \| \| Caudal \| \| \| \| \| Tunnel Nr. 83 El Padrun Nuevo (2625 m) \| \| \| \| \| (ca. 1700 m) \| \| \| \| 126.9 \| Olloniego \| 187 msnm \| \| \| \| \| \| \| \| \| Autovía A-66 \| \| \| \| \| nach Tudela-Veguín \| \| \| \| \| Tunnel Nr. 85 (ca. 180 m) \| \| \| \| \| Nalón \| \| \| \| \| von Tudela-Veguín \| \| \| \| 130.6 \| Soto de Rey \| 142 msnm \| \| \| \| Autovía A-66 \| \| \| \| \| Tunnel Nr. 86 Soto de Rey (132 m) \| \| \| \| 132.3 \| Las Segadas \| 154 msnm \| \| \| \| Tunnel Nr. 87 El Caleyo (705 m) \| \| \| \| 134.3 \| El Caleyo \| 184 msnm \| \| \| \| Autovía A-66 \| \| \| \| \| Tunnel Nr. 88 El Fresno \| \| \| \| 138.1 \| Oviedo Llamaquique ab 2007 \| Oviedo Llamaquique ab 2007 \| \| \| \| FEVE-Strecke von Trubia \| \| \| \| 139.1 \| Oviedo \| 232 msnm \| \| \| \| \| \| \| \| 142.6 \| La Corredoria ab 2004 \| La Corredoria ab 2004 \| \| \| \| nach Santander \| \| \| \| \| Kohlengrube \| \| \| \| 144.8 \| Lugones \| 163 msnm \| \| \| \| Unterhaltswerk Lugo de Llanera \| \| \| \| \| nach Tudela-Veguín \| \| \| \| 148.3 \| Lugo de Llanera \| 163 msnm \| \| \| \| Tunnel Nr. 90 Robledo (900 m) \| \| \| \| 151.9 \| Villabona de Asturias \| 156 msnm \| \| \| \| nach Avilés \| \| \| \| 155.4 \| Villabona-Tabladiello ab 1995 \| 104 msnm \| \| \| \| Autovía A-8 (ca. 330 m) \| \| \| \| 159.7 \| Serín \| 63 msnm \| \| \| 163.1 \| Monteana Eisenwerk Arcelor Mittal \| 34 msnm \| \| \| \| Kohlekraftwerk Aboño \| \| \| \| \| Hafen \| \| \| \| \| Aboño \| \| \| \| \| Verbindungsstrecke Sotiello–Aboño (FEVE) \| \| \| \| \| Hafen \| \| \| \| \| FEVE-Strecke von Avilés \| \| \| \| 166.4 \| Veriña \| 19 msnm \| \| \| \| Hafen \| \| \| \| \| \| \| \| \| 168.8 \| Calzada de Asturias \| 13 msnm \| \| \| \| Gijón (Norte) bis 1990, heute Eisenbahnmuseum \| \| \| \| 170.8 \| Gijón-Sanz Crespo provisorisch ab 2011 \| 8 msnm \| \| \| \| Gijón-Jovellanos bis 2011 \| \| \| \| 171.6 \| Gijón-Cercanías bis 2011 \| Gijón-Cercanías bis 2011 \| \| \| \| \| \| \| : Bif = Bifurcación (Abzweigstelle) \| \| \| \| |                                                                                      |                                                   |                                                   |
| Strecke von links (außer Betrieb) · Strecke von rechts (außer Betrieb) |                                                                                      |                                                   |                                                   |
| Strecke (außer Betrieb) · Kopfbahnhof Strecke bis hier außer Betrieb | 0 122.6                                                                              | León provisorisch ab 2011                         | 825 msnm                                          |
| Strecke (außer Betrieb) · Dienststation / Betriebs- oder Güterbahnhof | 119.9                                                                                | León Rbf                                          | León Rbf                                          |
| Betriebs-/Güterbahnhof Strecke bis hier außer Betrieb · Strecke |                                                                                      | Unterhaltswerkstatt León                          | Unterhaltswerkstatt León                          |
| Strecke · Blockstelle | 119                                                                                  | Bif. Rio Quintana                                 | Bif. Rio Quintana                                 |
| Strecke · Abzweig geradeaus, nach links und von links |                                                                                      | nach Venta de Baños–Madrid                        | nach Venta de Baños–Madrid                        |
| Strecke · Blockstelle | 117.4                                                                                | Bif. Río Bernesga                                 | Bif. Río Bernesga                                 |
| Strecke · Abzweig geradeaus, nach links und von links | 113.6                                                                                | Bif. Río Torneros, nach A Coruña                  | Bif. Río Torneros, nach A Coruña                  |
| Blockstelle · Strecke | 1.0                                                                                  | Bif. Galicien                                     | Bif. Galicien                                     |
| Abzweig ehemals geradeaus, nach links und von links · Strecke nach rechts |                                                                                      |                                                   |                                                   |
| ehemalige Blockstelle | 1.9                                                                                  | Bif. Asturien                                     | Bif. Asturien                                     |
| ehemaliger Bahnhof | 10.8                                                                                 | Santibañez                                        | 883 msnm                                          |
| ehemaliger Haltepunkt / Haltestelle | 14.3                                                                                 | Cuadros                                           | 895 msnm                                          |
| ehemaliger Haltepunkt / Haltestelle | 19.4                                                                                 | La Seca                                           | 895 msnm                                          |
| Abzweig geradeaus und nach links |                                                                                      | SFS nach Pola de Lena                             | SFS nach Pola de Lena                             |
| Strecke von rechts · Strecke |                                                                                      | nach Matallana                                    | nach Matallana                                    |
| Kopfbahnhof Streckenende · Bahnhof | 25.0                                                                                 | La Robla (ab hier eingleisig)                     | 956 msnm                                          |
| ehemaliger Haltepunkt / Haltestelle | 29.8                                                                                 | Buen Suceso                                       | 985 msnm                                          |
| Bahnhof | 33.1                                                                                 | Pola de Gordón                                    | 1005 msnm                                         |
| Tunnel |                                                                                      | Tunnel Nr. 1 La Magdalena (83 m)                  | Tunnel Nr. 1 La Magdalena (83 m)                  |
| Tunnel |                                                                                      | Tunnel Nr. 2 Santa Lucía (89 m)                   | Tunnel Nr. 2 Santa Lucía (89 m)                   |
| Bahnhof | 37.9                                                                                 | Santa Lucía                                       | 1053 msnm                                         |
| Tunnel |                                                                                      | Tunnel Nr. 3 Las Colgodas (122 m)                 | Tunnel Nr. 3 Las Colgodas (122 m)                 |
| Tunnel |                                                                                      | Tunnel Nr. 4 Ciñera (51 m)                        | Tunnel Nr. 4 Ciñera (51 m)                        |
| ehemaliger Haltepunkt / Haltestelle | 39.6                                                                                 | Ciñera                                            | 1067 msnm                                         |
| Abzweig geradeaus und nach links |                                                                                      | Kohlengrube                                       | Kohlengrube                                       |
| Tunnel |                                                                                      | Tunnel Nr. 5 La Gotera (207 m)                    | Tunnel Nr. 5 La Gotera (207 m)                    |
| ehemaliger Haltepunkt / Haltestelle | 42.8                                                                                 | Villasimpliz                                      | 1115 msnm                                         |
| Tunnel |                                                                                      | Tunnel Nr. 6 El Tueiro (319 m)                    | Tunnel Nr. 6 El Tueiro (319 m)                    |
| Tunnel |                                                                                      | Tunnel Nr. 7 Lorentin (19 m)                      | Tunnel Nr. 7 Lorentin (19 m)                      |
| Bahnhof | 45.5                                                                                 | Villamanín                                        | 1129 msnm                                         |
| Tunnel |                                                                                      | Tunnel Nr. 8 Villanueva La Rosa (119 m)           | Tunnel Nr. 8 Villanueva La Rosa (119 m)           |
| Tunnel |                                                                                      | Tunnel Nr. 9 Camplongo (221 m)                    | Tunnel Nr. 9 Camplongo (221 m)                    |
| Tunnel |                                                                                      | Tunnel Nr. 10 Acero (72 m)                        | Tunnel Nr. 10 Acero (72 m)                        |
| Bahnhof | 53.2                                                                                 | Busdongo                                          | 1242 msnm                                         |
| Strecke von links · Strecke nach rechts |                                                                                      |                                                   |                                                   |
| Tunnel |                                                                                      | Tunnel Nr. 11 La Perruca (3073 m)                 | Tunnel Nr. 11 La Perruca (3073 m)                 |
| Tunnel |                                                                                      | Tunnel Nr. 12 La Maja del Estudiante (134 m)      | Tunnel Nr. 12 La Maja del Estudiante (134 m)      |
| Tunnel |                                                                                      | Tunnel Nr. 13 La Calera (103 m)                   | Tunnel Nr. 13 La Calera (103 m)                   |
| Tunnel |                                                                                      | Tunnel Nr. 14 La Loma del Asno (156 m)            | Tunnel Nr. 14 La Loma del Asno (156 m)            |
| Tunnel |                                                                                      | Tunnel Nr. 15 Canto del Estillero (241 m)         | Tunnel Nr. 15 Canto del Estillero (241 m)         |
| Tunnel |                                                                                      | Tunnel Nr. 16 La Pallariega (965 m)               | Tunnel Nr. 16 La Pallariega (965 m)               |
| Tunnel |                                                                                      | Tunnel Nr. 17 El Corollón (318 m)                 | Tunnel Nr. 17 El Corollón (318 m)                 |
| Tunnel |                                                                                      | Tunnel Nr. 18 Peña Negra (301 m)                  | Tunnel Nr. 18 Peña Negra (301 m)                  |
| Brücke |                                                                                      | Matarredonda (41 m), bis 1950er Jahre             | Matarredonda (41 m), bis 1950er Jahre             |
| Tunnel |                                                                                      | Tunnel Nr. 19 Canto de los Galanes (408 m)        | Tunnel Nr. 19 Canto de los Galanes (408 m)        |
| Dienststation / Betriebs- oder Güterbahnhof | 62.7                                                                                 | Pajares                                           | 1157 msnm                                         |
| Tunnel |                                                                                      | Tunnel Nr. 20 Corro la Tienda (228 m)             | Tunnel Nr. 20 Corro la Tienda (228 m)             |
| Tunnel |                                                                                      | Tunnel Nr. 21 El Serrón (251 m)                   | Tunnel Nr. 21 El Serrón (251 m)                   |
| Tunnel |                                                                                      | Tunnel Nr. 22 Las Nieves (245 m)                  | Tunnel Nr. 22 Las Nieves (245 m)                  |
| Tunnel |                                                                                      | Tunnel Nr. 23 Canto de la Laguna (384 m)          | Tunnel Nr. 23 Canto de la Laguna (384 m)          |
| Tunnel |                                                                                      | Tunnel Nr. 24 El Bescón (84 m)                    | Tunnel Nr. 24 El Bescón (84 m)                    |
| Tunnel |                                                                                      | Tunnel Nr. 25 Pandoto (309 m)                     | Tunnel Nr. 25 Pandoto (309 m)                     |
| Tunnel |                                                                                      | Tunnel Nr. 26+27 Romeral/Topeal (514 m)           | Tunnel Nr. 26+27 Romeral/Topeal (514 m)           |
| Brücke |                                                                                      | Navedo (58 m), Steinbogenbrücke, bis 1950er Jahre | Navedo (58 m), Steinbogenbrücke, bis 1950er Jahre |
| Tunnel |                                                                                      | Tunnel Nr. 28 La Pisuna (1024 m)                  | Tunnel Nr. 28 La Pisuna (1024 m)                  |
| Brücke |                                                                                      | Reigosa (36 m)                                    | Reigosa (36 m)                                    |
| Tunnel |                                                                                      | Tunnel Nr. 29 La Raigosa (243 m)                  | Tunnel Nr. 29 La Raigosa (243 m)                  |
| Tunnel |                                                                                      | Tunnel Nr. 30 Ranero (471 m)                      | Tunnel Nr. 30 Ranero (471 m)                      |
| Tunnel |                                                                                      | Tunnel Nr. 31 Los Troncos (331 m)                 | Tunnel Nr. 31 Los Troncos (331 m)                 |
| Tunnel |                                                                                      | Tunnel Nr. 32 Manga del Pozo (536 m)              | Tunnel Nr. 32 Manga del Pozo (536 m)              |
| Tunnel |                                                                                      | Tunnel Nr. 33 El Establón (432 m)                 | Tunnel Nr. 33 El Establón (432 m)                 |
| Tunnel |                                                                                      | Tunnel Nr. 34 Mudriello (375 m)                   | Tunnel Nr. 34 Mudriello (375 m)                   |
| Tunnel |                                                                                      | Tunnel Nr. 35 La Gramea (660 m)                   | Tunnel Nr. 35 La Gramea (660 m)                   |
| Tunnel |                                                                                      | Tunnel Nr. 36 La Polea (75 m)                     | Tunnel Nr. 36 La Polea (75 m)                     |
| Strecke · Strecke von links (im Tunnel) · Strecke von rechts (im Tunnel) |                                                                                      |                                                   |                                                   |
| Strecke · Tunnelende · Tunnelende |                                                                                      | Tunnel Nr. 70 Orria (1061 m)                      | Tunnel Nr. 70 Orria (1061 m)                      |
| Strecke · Strecke · Brücke über Wasserlauf |                                                                                      | Pajares (17 m)                                    | Pajares (17 m)                                    |
| Strecke · Strecke · Tunnel |                                                                                      | Tunnel Nr. 71 El Batán (305 m)                    | Tunnel Nr. 71 El Batán (305 m)                    |
| Strecke · Strecke · Bahnhof | 95.9                                                                                 | Puente de Los Fierros                             | 516 msnm                                          |
| Strecke · Strecke · Tunnel |                                                                                      | Tunnel Nr. 72 Fresnedo                            | Tunnel Nr. 72 Fresnedo                            |
| Strecke · Strecke · Brücke über Wasserlauf |                                                                                      | Fierros (100 m)                                   | Fierros (100 m)                                   |
| Strecke · Tunnel · Strecke |                                                                                      | Tunnel Nr. 68-Nr. 69                              | Tunnel Nr. 68-Nr. 69                              |
| Dienststation / Betriebs- oder Güterbahnhof · Strecke · Strecke | 72.2                                                                                 | Navidiello-Parana                                 | 969 msnm                                          |
| Tunnel · Strecke · Strecke |                                                                                      | Tunnel Nr. 37–Nr. 43                              | Tunnel Nr. 37–Nr. 43                              |
| Tunnelanfang · Strecke · Strecke |                                                                                      | Tunnel Nr. 44 La Sorda (1075 m)                   | Tunnel Nr. 44 La Sorda (1075 m)                   |
| Tunnelende · Brücke · Strecke |                                                                                      | Paraná (130 m), bis 1950er Jahre                  | Paraná (130 m), bis 1950er Jahre                  |
| Tunnel · Strecke · Strecke |                                                                                      | Tunnel Nr. 45–Nr. 49                              | Tunnel Nr. 45–Nr. 49                              |
| Strecke · Tunnelanfang · Tunnel |                                                                                      | Tunnel Nr. 73-Nr. 77                              | Tunnel Nr. 73-Nr. 77                              |
| Strecke · Tunnelende · Strecke |                                                                                      | Tunnel Nr. 67 El Capricho (1822 m)                | Tunnel Nr. 67 El Capricho (1822 m)                |
| Strecke · Brücke · Strecke |                                                                                      | Congostinas (49 m), bis 1950er Jahre              | Congostinas (49 m), bis 1950er Jahre              |
| Tunnel · Strecke · Strecke |                                                                                      | Tunnel Nr. 50 Congostinas (1168 m)                | Tunnel Nr. 50 Congostinas (1168 m)                |
| Tunnel · Strecke · Strecke |                                                                                      | Tunnel Nr. 51 Linares (91 m)                      | Tunnel Nr. 51 Linares (91 m)                      |
| Bahnhof · Strecke · Strecke | 82.3                                                                                 | Linares-Congostinas                               | 778 msnm                                          |
| Tunnel · Strecke · Strecke |                                                                                      | Tunnel Nr. 52–Nr. 53                              | Tunnel Nr. 52–Nr. 53                              |
| Strecke · Strecke · Haltepunkt / Haltestelle | 100.0                                                                                | La Frecha                                         | 437 msnm                                          |
| Brücke · Strecke · Strecke |                                                                                      | Burón (60 m), Steinbogenbrücke                    | Burón (60 m), Steinbogenbrücke                    |
| Strecke · Tunnel · Strecke |                                                                                      | Tunnel Nr. 63–Nr. 66                              | Tunnel Nr. 63–Nr. 66                              |
| Strecke · Brücke · Strecke |                                                                                      | Casorvida (20 m)                                  | Casorvida (20 m)                                  |
| Strecke · Tunnel · Strecke |                                                                                      | Tunnel Nr. 61 Valdehaces (282 m)                  | Tunnel Nr. 61 Valdehaces (282 m)                  |
| Strecke · Brücke · Strecke |                                                                                      | Valdetocino (30 m)                                | Valdetocino (30 m)                                |
| Strecke · Dienststation / Betriebs- oder Güterbahnhof · Strecke | 88.0                                                                                 | Malvedo                                           | 668 msnm                                          |
| Strecke · Brücke · Strecke |                                                                                      | Reya (10 m), Steinbogenbrücke                     | Reya (10 m), Steinbogenbrücke                     |
| Tunnel · Strecke · Strecke |                                                                                      | Tunnel Nr. 54–Nr. 57                              | Tunnel Nr. 54–Nr. 57                              |
| Strecke · Tunnel · Strecke |                                                                                      | Tunnel Nr. 59–Nr. 61                              | Tunnel Nr. 59–Nr. 61                              |
| Strecke · Strecke · Tunnel |                                                                                      | Tunnel Nr. 78–Nr. 79                              | Tunnel Nr. 78–Nr. 79                              |
| Tunnelanfang · Tunnelanfang · Strecke |                                                                                      | Tunnel Nr. 58 Bustiello (889 m)                   | Tunnel Nr. 58 Bustiello (889 m)                   |
| Strecke nach links (im Tunnel) · Strecke nach rechts (im Tunnel) · Bahnhof | 102.2                                                                                | Campomanes                                        | 393 msnm                                          |
| Strecke von links · Strecke nach rechts |                                                                                      |                                                   |                                                   |
| Haltepunkt / Haltestelle | 104.7                                                                                | La Cobertoria                                     | 354 msnm                                          |
| Brücke |                                                                                      | Autovía A-66                                      | Autovía A-66                                      |
| Brücke über Wasserlauf |                                                                                      | Río Naredo (ca. 100 m)                            | Río Naredo (ca. 100 m)                            |
| Abzweig geradeaus und von links |                                                                                      | SFS von La Robla                                  | SFS von La Robla                                  |
| Bahnhof | 108.1                                                                                | Pola de Lena (bis hier eingleisig)                | 352 msnm                                          |
| Haltepunkt / Haltestelle | 111.4                                                                                | Villallana                                        | 288 msnm                                          |
| Verschwenkung von links · Verschwenkung von rechts |                                                                                      |                                                   |                                                   |
| Tunnel · Strecke |                                                                                      | (ca. 75 m)                                        | (ca. 75 m)                                        |
| Strecke · Tunnel |                                                                                      | Tunnel Nr. 80 San Riella (2490 m)                 | Tunnel Nr. 80 San Riella (2490 m)                 |
| Tunnel · Strecke |                                                                                      | (ca. 110 m)                                       | (ca. 110 m)                                       |
| Verschwenkung nach links · Verschwenkung nach rechts |                                                                                      |                                                   |                                                   |
| Bahnhof | 115.2                                                                                | Ujo                                               | 249 msnm                                          |
| Haltepunkt / Haltestelle | 116.9                                                                                | Santullano                                        | 231 msnm                                          |
| Haltepunkt / Haltestelle | 120.8                                                                                | Mieres-Puente                                     | 217 msnm                                          |
| Dienststation / Betriebs- oder Güterbahnhof | 120.8                                                                                | Mieres Eisenwerk Mieres                           | Mieres Eisenwerk Mieres                           |
| Kreuzung geradeaus unten |                                                                                      | Bahnstrecke Trubia–Collanzo (FEVE)                | Bahnstrecke Trubia–Collanzo (FEVE)                |
| Bahnhof | 123.2                                                                                | Ablaña                                            | 191 msnm                                          |
| Tunnel |                                                                                      | Tunnel Nr. 82 Peña Lapra (103 m)                  | Tunnel Nr. 82 Peña Lapra (103 m)                  |
| Haltepunkt / Haltestelle | 124.6                                                                                | La Pereda-Riosa                                   | 182 msnm                                          |
| Verschwenkung von links · Verschwenkung von rechts |                                                                                      |                                                   |                                                   |
| Brücke über Wasserlauf · Brücke über Wasserlauf |                                                                                      | Caudal                                            | Caudal                                            |
| Strecke · Tunnel |                                                                                      | Tunnel Nr. 83 El Padrun Nuevo (2625 m)            | Tunnel Nr. 83 El Padrun Nuevo (2625 m)            |
| Tunnel · Strecke |                                                                                      | (ca. 1700 m)                                      | (ca. 1700 m)                                      |
| Bahnhof · Strecke | 126.9                                                                                | Olloniego                                         | 187 msnm                                          |
| Verschwenkung nach links · Verschwenkung nach rechts |                                                                                      |                                                   |                                                   |
| Strecke mit Straßenbrücke |                                                                                      | Autovía A-66                                      | Autovía A-66                                      |
| Abzweig geradeaus und nach rechts |                                                                                      | nach Tudela-Veguín                                | nach Tudela-Veguín                                |
| Tunnel |                                                                                      | Tunnel Nr. 85 (ca. 180 m)                         | Tunnel Nr. 85 (ca. 180 m)                         |
| Brücke über Wasserlauf |                                                                                      | Nalón                                             | Nalón                                             |
| Abzweig geradeaus und von rechts |                                                                                      | von Tudela-Veguín                                 | von Tudela-Veguín                                 |
| Bahnhof | 130.6                                                                                | Soto de Rey                                       | 142 msnm                                          |
| Strecke mit Straßenbrücke |                                                                                      | Autovía A-66                                      | Autovía A-66                                      |
| Tunnel |                                                                                      | Tunnel Nr. 86 Soto de Rey (132 m)                 | Tunnel Nr. 86 Soto de Rey (132 m)                 |
| Haltepunkt / Haltestelle | 132.3                                                                                | Las Segadas                                       | 154 msnm                                          |
| Tunnel |                                                                                      | Tunnel Nr. 87 El Caleyo (705 m)                   | Tunnel Nr. 87 El Caleyo (705 m)                   |
| Bahnhof | 134.3                                                                                | El Caleyo                                         | 184 msnm                                          |
| Strecke mit Straßenbrücke |                                                                                      | Autovía A-66                                      | Autovía A-66                                      |
| Tunnelanfang |                                                                                      | Tunnel Nr. 88 El Fresno                           | Tunnel Nr. 88 El Fresno                           |
| Bahnhof (im Tunnel) | 138.1                                                                                | Oviedo Llamaquique ab 2007                        | Oviedo Llamaquique ab 2007                        |
| Strecke (im Tunnel) · Strecke von links (im Tunnel) |                                                                                      | FEVE-Strecke von Trubia                           | FEVE-Strecke von Trubia                           |
| Bahnhof (im Tunnel) · Bahnhof (im Tunnel) | 139.1                                                                                | Oviedo                                            | 232 msnm                                          |
| Tunnelende · Tunnelende |                                                                                      |                                                   |                                                   |
| Haltepunkt / Haltestelle · Haltepunkt / Haltestelle | 142.6                                                                                | La Corredoria ab 2004                             | La Corredoria ab 2004                             |
| Kreuzung geradeaus oben · Strecke nach rechts |                                                                                      | nach Santander                                    | nach Santander                                    |
| Abzweig geradeaus und von links |                                                                                      | Kohlengrube                                       | Kohlengrube                                       |
| Bahnhof | 144.8                                                                                | Lugones                                           | 163 msnm                                          |
| Dienststation / Betriebs- oder Güterbahnhof |                                                                                      | Unterhaltswerk Lugo de Llanera                    | Unterhaltswerk Lugo de Llanera                    |
| Abzweig geradeaus und von rechts |                                                                                      | nach Tudela-Veguín                                | nach Tudela-Veguín                                |
| Bahnhof | 148.3                                                                                | Lugo de Llanera                                   | 163 msnm                                          |
| Tunnel |                                                                                      | Tunnel Nr. 90 Robledo (900 m)                     | Tunnel Nr. 90 Robledo (900 m)                     |
| Bahnhof | 151.9                                                                                | Villabona de Asturias                             | 156 msnm                                          |
| Abzweig geradeaus und nach links |                                                                                      | nach Avilés                                       | nach Avilés                                       |
| Haltepunkt / Haltestelle | 155.4                                                                                | Villabona-Tabladiello ab 1995                     | 104 msnm                                          |
| Brücke |                                                                                      | Autovía A-8 (ca. 330 m)                           | Autovía A-8 (ca. 330 m)                           |
| Bahnhof | 159.7                                                                                | Serín                                             | 63 msnm                                           |
| Haltepunkt / Haltestelle | 163.1                                                                                | Monteana Eisenwerk Arcelor Mittal                 | 34 msnm                                           |
| Abzweig geradeaus, nach rechts und von rechts |                                                                                      | Kohlekraftwerk Aboño                              | Kohlekraftwerk Aboño                              |
| Abzweig geradeaus und nach links |                                                                                      | Hafen                                             | Hafen                                             |
| Brücke über Wasserlauf |                                                                                      | Aboño                                             | Aboño                                             |
| Kreuzung geradeaus oben |                                                                                      | Verbindungsstrecke Sotiello–Aboño (FEVE)          | Verbindungsstrecke Sotiello–Aboño (FEVE)          |
| Abzweig geradeaus und von links |                                                                                      | Hafen                                             | Hafen                                             |
| Strecke · Strecke von links |                                                                                      | FEVE-Strecke von Avilés                           | FEVE-Strecke von Avilés                           |
| Bahnhof · Bahnhof | 166.4                                                                                | Veriña                                            | 19 msnm                                           |
| Abzweig geradeaus und nach links · Kreuzung mit Tunnelstrecke |                                                                                      | Hafen                                             | Hafen                                             |
| Strecke von links · Kreuzung geradeaus unten · Strecke nach rechts |                                                                                      |                                                   |                                                   |
| Haltepunkt / Haltestelle | 168.8                                                                                | Calzada de Asturias                               | 13 msnm                                           |
| Abzweig geradeaus und ehemals nach links · Kopfbahnhof Streckenende und quer (Strecke außer Betrieb) |                                                                                      | Gijón (Norte) bis 1990, heute Eisenbahnmuseum     | Gijón (Norte) bis 1990, heute Eisenbahnmuseum     |
| Kopfbahnhof Streckenende · Kopfbahnhof Strecke ab hier außer Betrieb | 170.8                                                                                | Gijón-Sanz Crespo provisorisch ab 2011            | 8 msnm                                            |
| Bahnhof (Strecke außer Betrieb) |                                                                                      | Gijón-Jovellanos bis 2011                         | Gijón-Jovellanos bis 2011                         |
| Kopfbahnhof Streckenende (Strecke außer Betrieb) | 171.6                                                                                | Gijón-Cercanías bis 2011                          | Gijón-Cercanías bis 2011                          |
| |                                                                                      |                                                   |                                                   |
| : Bif = Bifurcación (Abzweigstelle) |                                                                                      |                                                   |                                                   |

Die Bahnstrecke León–Gijón, auch Asturien-Bahn genannt, ist eine in iberischer Breitspur gebaute Eisenbahnstrecke im Norden von Spanien, die Asturien mit dem Landesinneren, der Iberischen Meseta, verbindet.
Das Kernstück der Strecke ist der über den Pajares-Pass im Kantabrischen Gebirge führende eingleisige Abschnitt La Robla–Pola de Lena, wobei die Passhöhe mit einem Scheiteltunnel unterquert wird. Die Nordseite dieses Streckenabschnittes – auf Spanisch Rampa de Pajares genannt – liegt in besonders schwierigem Gelände und ist als Gebirgsbahn ausgeführt. Der übrige Teil der Strecke ist zweispurig.
Die Bergstrecke wurde im November 2023 um eine Flachbahn, der Variante de Parajes, mit einem 24,7 km langen Basistunnel, dem Pajares-Tunnel, ergänzt.

## Geschichte

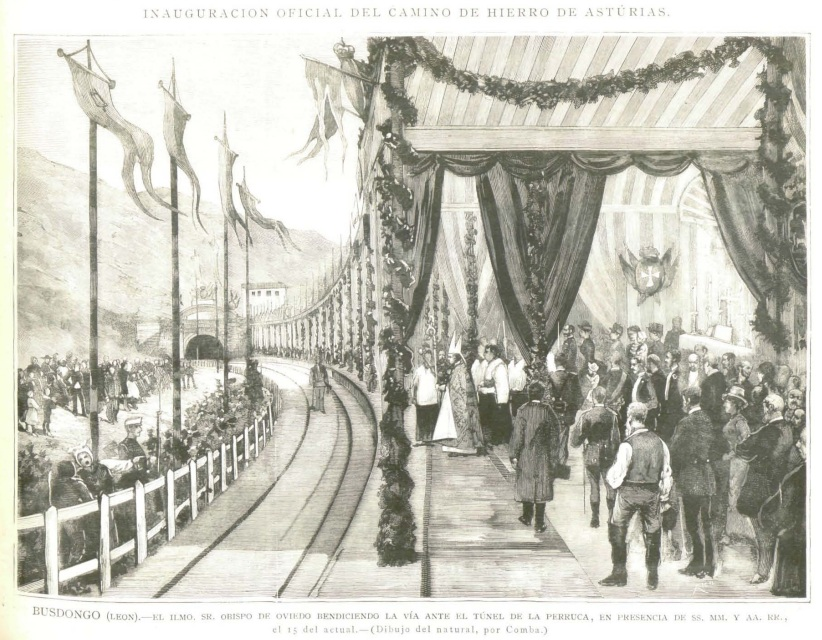
Zeichnung von der Einweihung des durchgehenden Betriebes der Asturien-Bahn

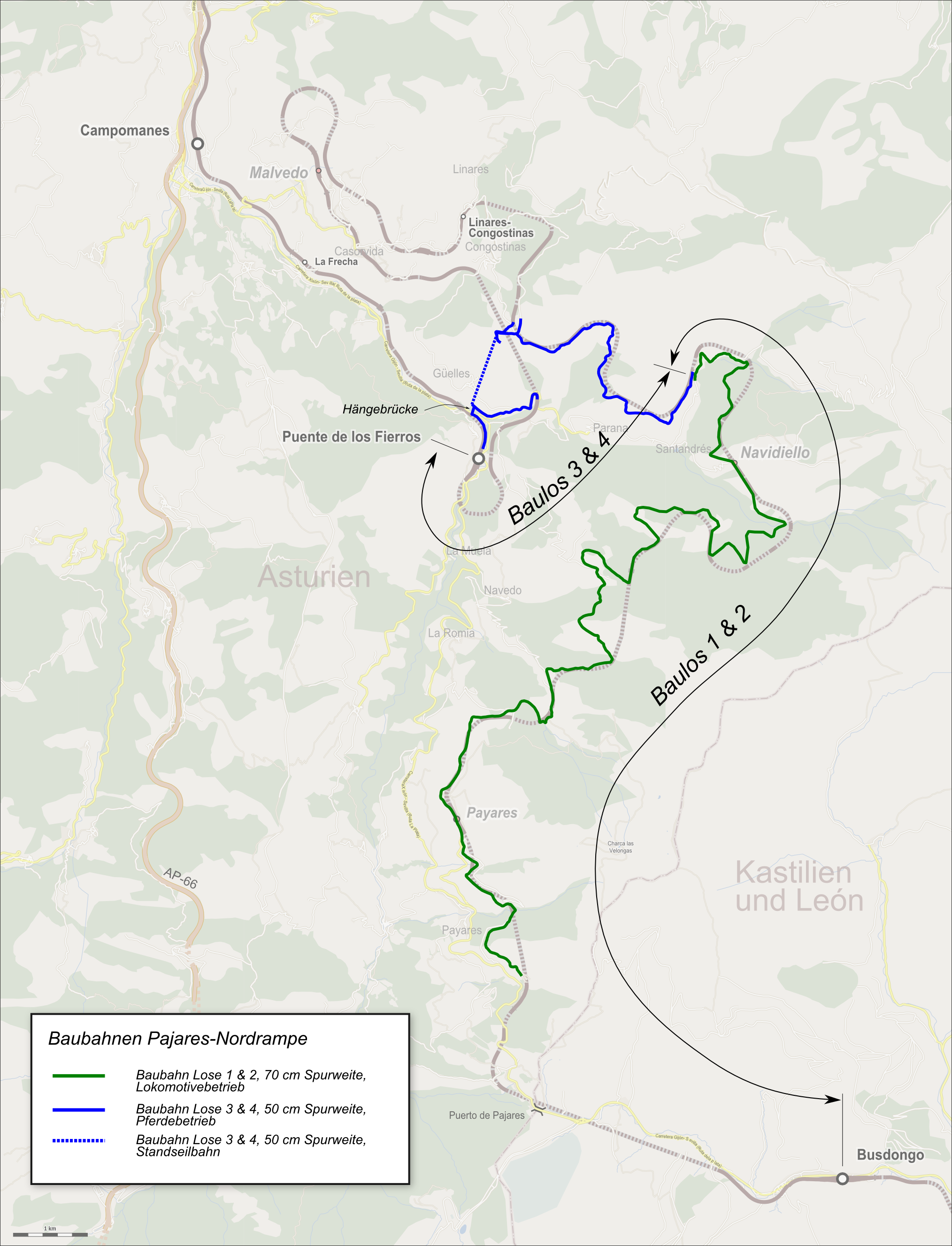
Baubahnen an der Pajares-Nordrampe

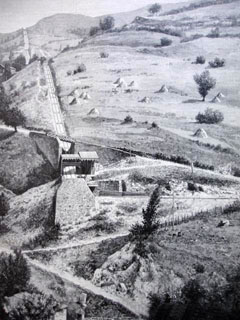
Standseilbahn für den Bau der Lose 3 und 4

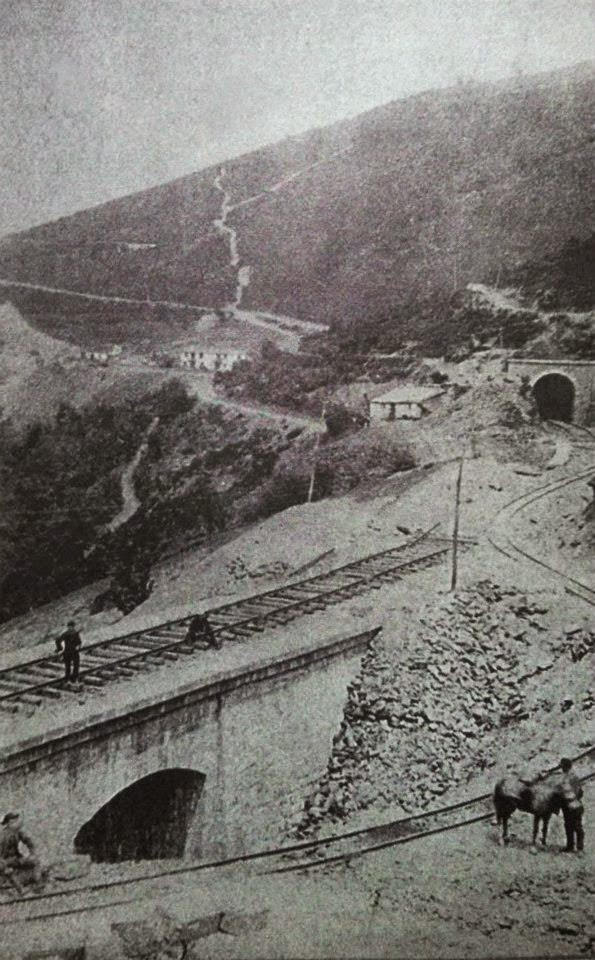
Baustelle im oberen Bereich der Pajares-Nordrampe

In den 1840er Jahren begann der kommerzielle Kohleabbau in Asturien, das bald zur größten Schwerindustrieregion Spaniens wurde. Für den Abtransport der Produkte benötigte man eine Eisenbahnverbindung ins Landesinnere, die gleichzeitig die landwirtschaftlichen Produkte von Kastilien und León nach Asturien bringen konnte. Im Jahr 1864 erhielt José Ruiz de Quevedo eine Konzession für die Strecke León–Gijón, die an die Compañía del Noroeste de España (Noroeste) übertragen wurde.
Die Bahngesellschaft war auch mit dem Bau der Strecke Astorga–La Coruña zur Erschließung von Galicien beauftragt. Der Bau gleich zweier Gebirgsstrecken in schwierigem Gelände überforderte aber die Finanzen der Gesellschaft, sodass sie im Dezember 1880 Insolvenz anmelden musste. Zu dieser Zeit waren erst die südliche Zufahrt León–La Robla–Busdongo und die nördliche Zufahrt Gijón–Pola de Lena fertiggestellt, die schwierige Gebirgsstrecke auf der Nordseite des Pajares-Passes fehlte noch.
Ein Konsortium französischer Banken gründete zusammen mit der großen spanischen Eisenbahngesellschaft Norte die Compañía de los Ferrocarriles de Asturias, Galicia y León (AGL), wobei Norte 15 % der Anteile hielt. Während der Bau der Bahnstrecke nach Galicien sofort auf ganzer Länge wieder aufgenommen wurde, stellte die AGL an der Bahn nach Asturien nur den einfacheren unteren Teil der Nordrampe Puente de los Fierros–Pola de Lena fertig. Das Projekt für den restlichen Teil der Nordrampe sollte überarbeitet und kostengünstiger gestaltet werden. Es wurde eine 23 km kürzere Trasse mit engeren Radien und Steigungen bis 35 ‰ vorgeschlagen. Die Idee stieß aber in Asturien auf Widerstand und in Oviedo, der Hauptstadt Asturiens, fand im März 1881 eine Demonstration gegen das Projekt statt. Später stellte sich heraus, dass die AGL tatsächlich sogar eine um 37 km verkürzte Strecke geplant hatte, deren größte Steigung zwischen Puente de los Fierros und Pajares mit einem Zahnstangenabschnitt überwunden werden sollte. Im Juni desselben Jahres lehnte die spanische Regierung beide Projekte ab und die Arbeiten am ursprünglichen Projekt wurden wieder aufgenommen. Der durchgehende Betrieb wurde am 15. August 1884 aufgenommen.
| Streckenabschnitt                  | Datum           | Bahngesellschaft | Beschreibung      |
| ---------------------------------- | --------------- | ---------------- | ----------------- |
| León–La Robla                      | 17. Januar 1868 | Noroeste         | Südliche Zufahrt  |
| La Robla–Pola de Gordón            | 1. August 1868  | Noroeste         | Südliche Zufahrt  |
| Pola de Gordón–Busdongo            | 23. Mai 1872    | Noroeste         | Südliche Zufahrt  |
| Busdongo–Puente de los Fierros     | 15. August 1884 | AGL              | Pajares-Nordrampe |
| Puente de los Fierros–Pola de Lena | 15. Mai 1881    | AGL              | Nördliche Zufahrt |
| Pola de Lena–Gijón                 | 23. Juli 1874   | Noroeste         | Nördliche Zufahrt |

### Bau der Nordrampe
Beim Bau der Strecke waren bis zu 10 000 Arbeiter beschäftigt, die aus Asturien, Galicien, Ungarn und Italien stammten. Wie auch bei anderen Großbaustellen dieser Zeit kam es unter den mehrheitlich jungen Arbeitern häufig zu Raufereien und bandenkriegsähnlichen Auseinandersetzungen zwischen den Arbeitern verschiedener Herkunft.
Die Bergstrecke wurde in nur drei Jahren fertiggestellt. Für den Bau wurden zwei Baubahnen errichtet. Die Bahn für die Baulose 1 und 2 begann beim Valle de las Piedra an der Passstraße und führte mehr als 16 km entlang der zu errichtenden Trasse in Richtung Norden bis zum Tunnel Nr. 41. Sie führte von Tunnelmund zu Tunnelmund und umging die meisten Hügel, durch die Tunnel gebohrt werden mussten. Sie hatte eine Spurweite von 700 mm und wurde mit Lokomotiven von Cockerill aus Belgien betrieben.
Die Baulose 3 und 4 bildeten den Streckenabschnitt vom Tunnel Nr. 41 bis Puente de los Fierros. Die Bahn für dieses Baulos wurde mit einer Spurweite von 500 mm ausgeführt. Sie begann beim Bahnhof Puente de los Fierros und führte zuerst 500 m talabwärts, wo sie den Pajares auf einer 98 m langen Hängebrücke überquerte. Auf der Nordseite verzweigte sich die Bahn in zwei Äste. Der rechte führte bis zum Osteingang des Capricho-Tunnels, der linke erreichte nach etwa 50 m den Fußpunkt einer Standseilbahn, die 350 Höhenmeter überwand. Von der Bergstation reichten die Gleise sowohl ostwärts bis zum Tunnel Nr. 41 als auch westwärts bis zum Tunnel Nr. 47.
Die Baukosten der Asturien-Bahn wie auch der Bahnstrecke nach Galicien lagen wesentlich höher als veranschlagt, sodass die AGL in finanzielle Schwierigkeiten geriet und im Mai 1885 ganz von der Norte übernommen werden musste.
Anfangs verkehrten auf der Strecke Drei- und Vierkuppler-Lokomotiven, die von Emil Keßler und Hartmann geliefert wurden.

### Elektrifizierung

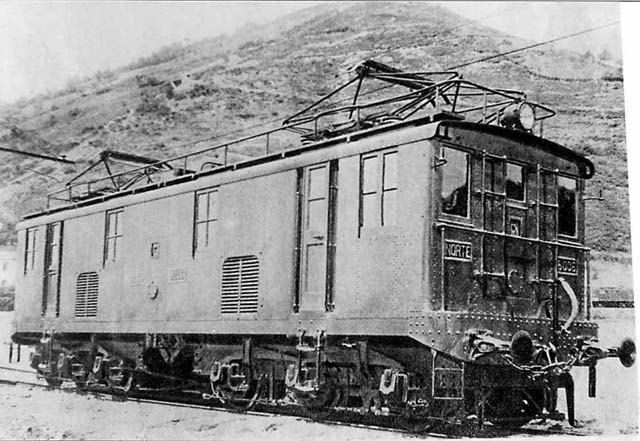
Lokomotive 6006

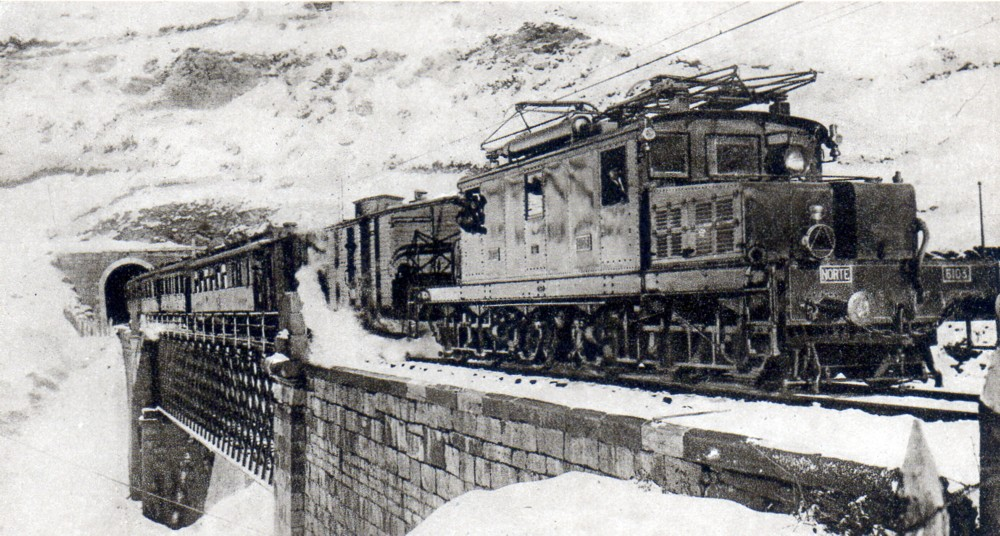
Lokomotive 6103 mit einem Reisezug auf dem Matarredonda-Viadukt, der später durch einen Damm ersetzt wurde.

Nach dem Ausbruch des Ersten Weltkrieges stieg die Nachfrage nach Kohle aus Asturien sprunghaft an, weil die Lieferungen aus England ausfielen. Schnell stellte sich die eingleisige Nordrampe zum Pajares-Pass als Flaschenhals heraus, der die Lieferungen ins Landesinnere einschränkte. Es konnten maximal 14 Züge pro Tag geführt werden, die mit zwei Dampflokomotiven bespannt wurden. Sie vermochten 4500 t Kohle über den Pass zu schaffen. Ein zweigleisiger Ausbau der Rampe kam wegen des schwierigen Geländes nicht infrage, sodass deren Elektrifizierung zwischen den Bahnhöfen Uxo und Busdongo beschlossen wurde.
Unter den drei Anbietern der elektrischen Ausrüstung gewann das Angebot von General Electric (GE). Es umfasste ein Gleichstrom-System mit 3 kV Fahrleitungsspannung sowie sechsachsige Lokomotiven mit Tatzlager-Antrieb. Der Vorschlag von Brown, Boveri & Cie. (BBC), die Bahn mit Dreiphasenwechselstrom mit einer Spannung von 6 kV und einer Frequenz von 25 Hz zu betreiben, unterlag demjenigen von GE.
Die sechs Lokomotiven 6001 bis 6006 wurden von GE (elektrischer Teil) und Alco (mechanischer Teil) geliefert, sechs weitere mit den Nummern 6101 bis 6106 wurden von Westinghouse (elektrischer Teil) und Baldwin zusammen mit der spanischen Werft SECN (mechanischer Teil) gebaut. Die Lokomotiven beider Baureihen boten eine Leistung von 1620 PS. Die GE-Lokomotiven hatten einen Boxcab-Aufbau, die von Westinghouse waren mit Vorbauten ausgeführt.
Die elektrische Energie für den Betrieb der Strecke kam von der Electra de Viesgo. Die Energie wurde über Hochspannungsleitungen als Dreiphasenwechselstrom mit einer Frequenz von 50 Hz angeliefert. Die Spannung wurde in den beiden Unterwerken in Pajares und Cobertoria von 95 kV respektive 30 kV auf 3500 Volt transformiert. Diese Spannung wurde mit je einem Umformer, der aus einem Drehstrommotor und zwei in Reihe geschalteten 1500-V-Gleichstromgeneratoren bestand, in die erforderliche Gleichspannung umgewandelt. Eine Umformergruppe hatte bei einer Nenndrehzahl von 600 Umdrehungen pro Minute eine Nennleistung von 1,5 MW.
Die ersten Versuchsfahrten fanden im Februar 1924 statt, der Vollbetrieb auf dem Abschnitt Uxo–Busdongo wurde im Januar 1925 aufgenommen. Der elektrische Betrieb auf der Nordrampe blieb eine Insel, bis im Jahre 1955 die Gesamtstrecke mit 3 kV Gleichspannung elektrifiziert wurde.

### Renfe
Die Eisenbahngesellschaft Norte ging 1941 in der Renfe auf. Mit dem Bau des La Grandota-Tunnels wurde Oviedo von durchfahrenden Kohlenzügen entlastet. Von Llangreo kommend erreichen sie über Tudela-Veguín direkt Lugo de Llanera, von wo sie den Weg zu den Häfen Aviles und Gijón fortsetzen können. Die neue, 14,9 km lange Strecke wurde 1957 eröffnet.
In den 1970er Jahren wurden die Abschnitte León–La Robla und Pola de Lena–Gijón zweigleisig ausgebaut. Zwischen Soto de Rey und Lugo de Llanera wurde 1977 der erste Gleiswechselbetrieb in Spanien eingeführt.

### Variante de Pajares

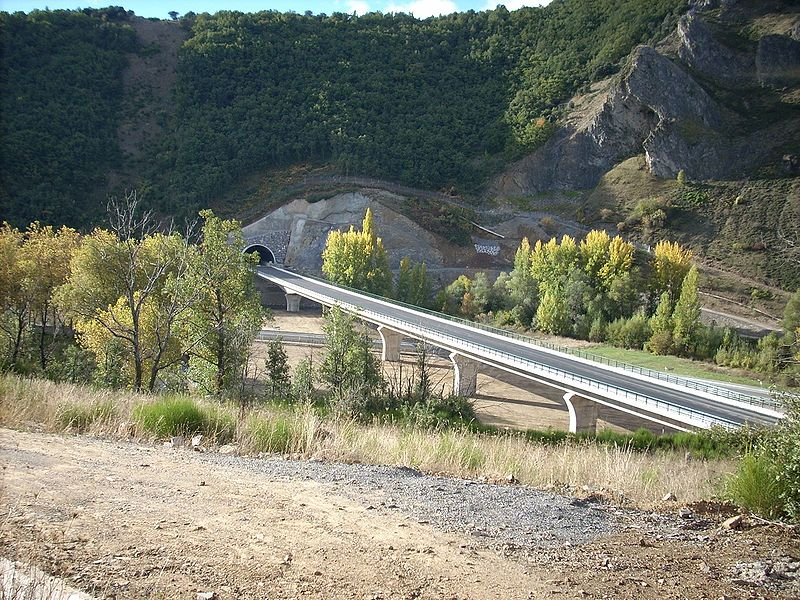
Trasse der Schnellfahrstrecke bei La Robla

Am 21. Februar 2003 bewilligte das spanische Kabinett ein Budget von 1.085 Millionen Euro, um eine neue, 49,7 km lange Schnellfahrstrecke unter dem Pajares-Pass zu bauen. Der Bau begann 2005. Kurz vor La Robla zweigt die Neubaustrecke von der bestehenden Strecke ab und wird vor Pola de Lena wieder in diese eingeleitet. Kernstück der neuen Strecke  ist der 24,7 km lange Pajares-Tunnel. Die neue Strecke ist 33 km kürzer als die Bergstrecke und reduziert die Fahrtzeit zwischen Madrid und Gijón von mehr als fünf Stunden in der schnellsten Verbindung auf 3:46 Stunden. Die Strecke wurde am 29. November 2023 eröffnet.
Ursprünglich war vorgesehen, den Betrieb auf der Bergstrecke einzustellen, sobald die Variante de Parajes eröffnete. Dies wurde jedoch revidiert, da eine Umstellung des asturischen Schienennetzes auf Regelspur in absehbarer Zukunft nicht zu erwarten ist. Die alte Strecke bleibt zum einen für alle die Eisenbahnverkehrsunternehmen wichtig, die nicht über Mehrsystemfahrzeuge verfügen, denn die Variante de Pajares ist hinsichtlich ihrer Elektrifizierung mit 25 kV / 50 Hz ein Inselbetrieb innerhalb der ansonsten mit 3000 Volt Gleichspannung elektrifizierten Strecke. Zum andern stellt die Altbaustrecke eine Redundanz dar, wenn die Variante de Parajes einmal nicht befahrbar sein sollte.
Allerdings schätzt das spanische Verkehrsministerium mit Stand 2023 den Erhaltungsaufwand für die Bergstrecke in den folgenden 15 Jahren auf rund 700 Mio. €. Die Strecke befindet sich abschnittweise in einem schlechten Zustand, mit Geschwindigkeitsbegrenzungen auf nur 30 km/h, und ist darüber hinaus anfällig für Erdrutsche und Behinderungen bei Schneefall.

## Streckenbeschreibung

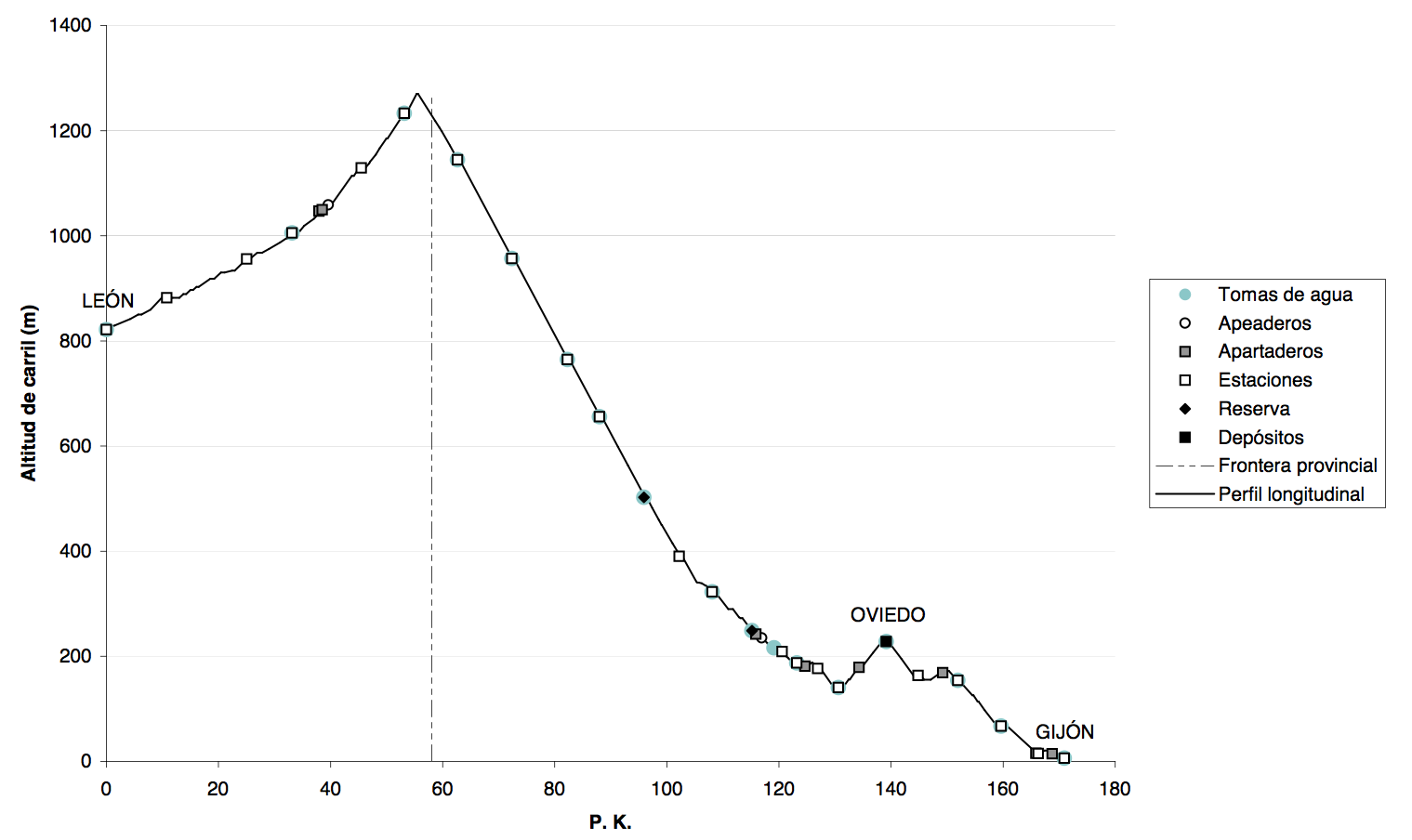
Längenprofil der Pajares-Strecke

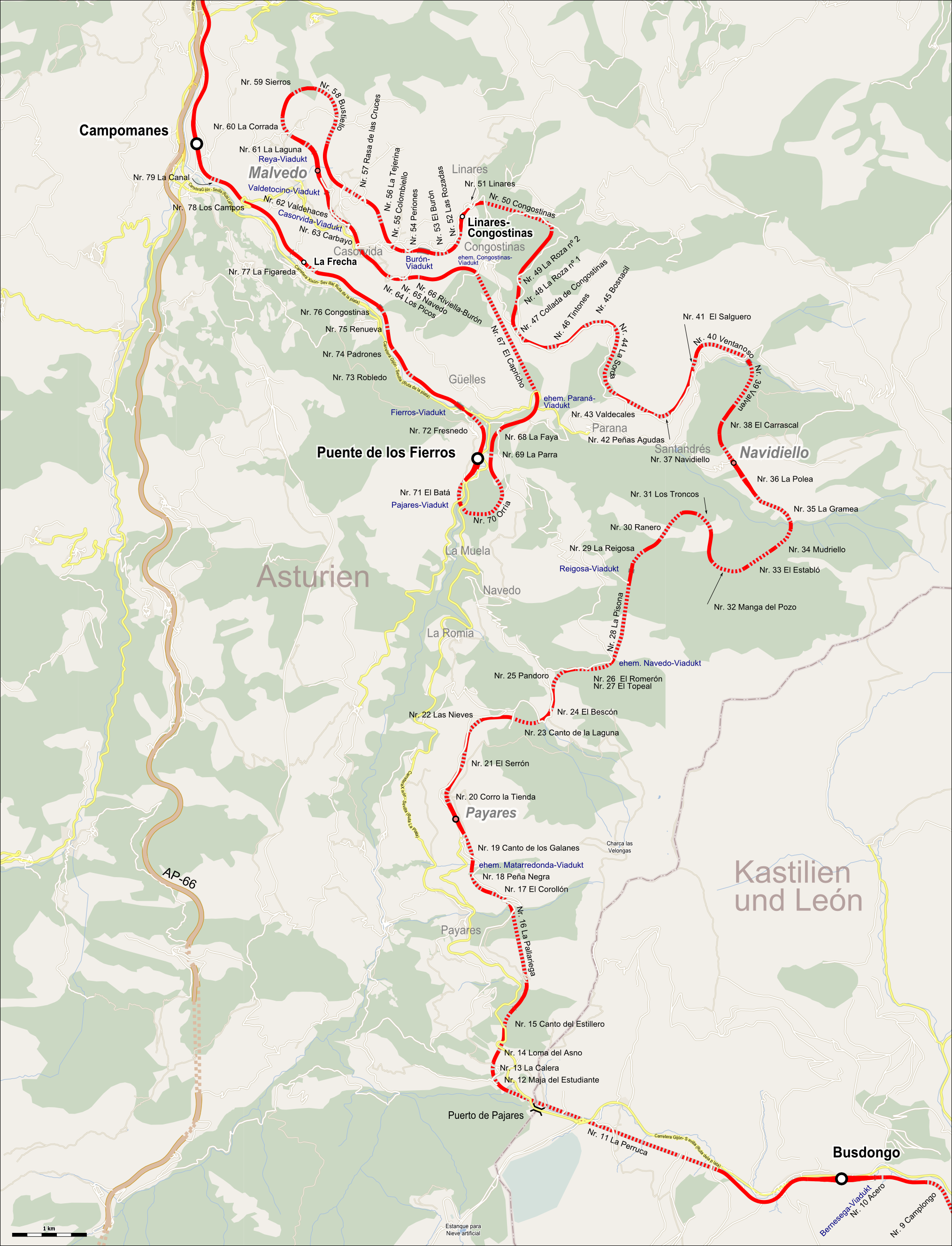
Streckenentwicklung an der Pajares-Nordrampe

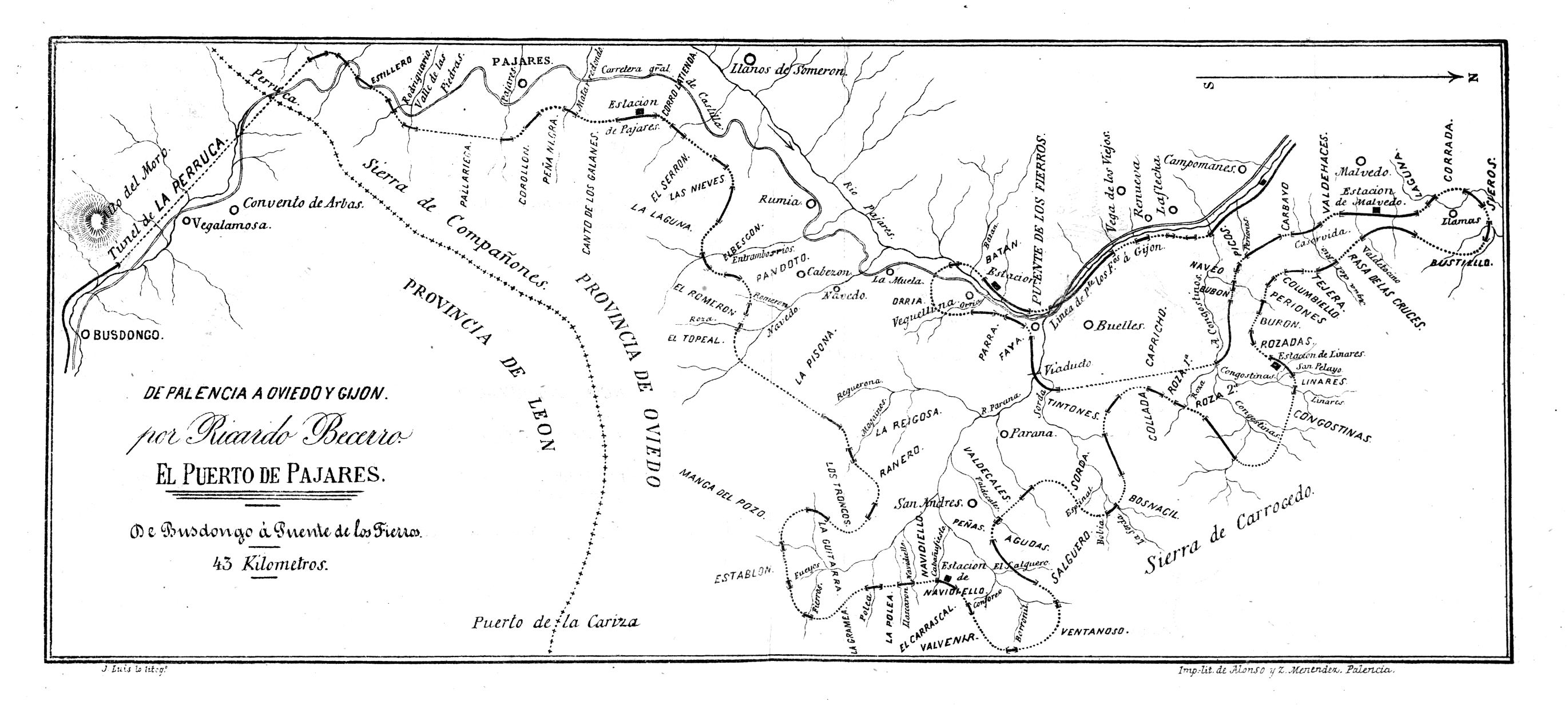
Streckenentwicklung an der Pajares-Nordrampe (zeitgenössische Darstellung)

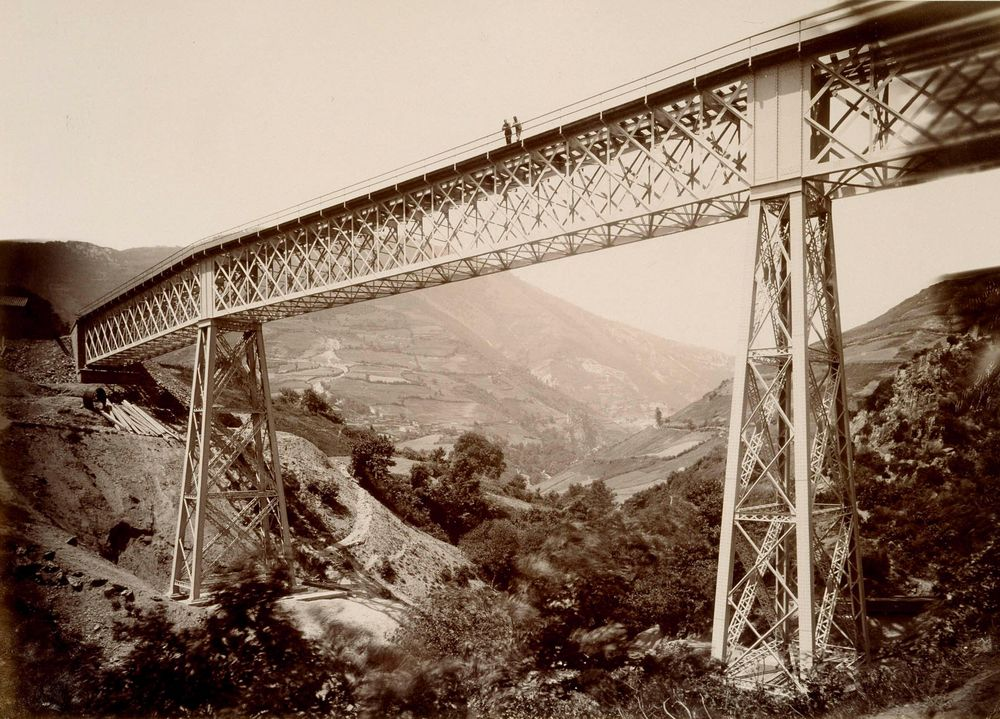
Parana-Viadukt, in den 1950er Jahren durch einen Damm ersetzt.

Die Strecke steigt von Léon ununterbrochen bis zum höchsten Punkt der Strecke am Eingang des Scheiteltunnels unter dem Pajares-Pass, der gleichzeitig die Grenze zwischen der Provinz Léon und Asturien bildet. Der Tunnel ist 3073 m lang  und trägt den Namen Perucca. Sein Eingang liegt auf 1270 m Höhe über Meer – gut 100 Meter höher als derjenige des Schweizerischen Gotthardtunnels. Der letzte Bahnhof in der Provinz Léon ist Busdongo. Die Luftlinie zwischen Busdongo und Puente de los Fierros beträgt lediglich 11 km, aber die Höhendifferenz 767 m. Die Bahnstrecke ist wegen der erforderlichen künstlichen Längenentwicklung 42,6 km lang und überwindet das Gefälle mit einer Doppelkehrschleife mit einer durchgehenden Neigung von 20 ‰. Der Streckenabschnitt gilt als einer der schwierigsten und teuersten seiner Zeit in Europa. Zwischen Busdongo und Campomanes liegen 69 Tunnel, darunter fünf von über einem Kilometer Länge. Weiters gibt es 151 Brücken, davon neun größere Viadukte.
Die längste Brücke war der Parana-Viadukt. Er wurde wie der Matarredona-Viadukt vom Büro des französischen Ingenieurs Gustave Eiffel entworfen und als Fachwerkträger-Brücke mit obenliegender Fahrbahn ausgeführt. Die filigranen Brücken konnten aber auf Dauer die steigenden Achslasten nicht mehr tragen. Besonders der in einem Bogen liegende Parana-Viadukt kam durch die Querkräfte der talwärts fahrenden bremsenden Züge an die Grenze seiner Belastbarkeit. Deshalb wurden in den 1950er Jahren der Parana-, Matarredona- und Congostinas-Viadukt sowie die Navedo-Brücke durch Dämme ersetzt.
Nach Ujo beginnt die einfachere nördliche Zufahrt, die über Oviedo, die Hauptstadt Asturiens, zur Hafenstadt Gijón führt. Sie ist heute Teil des S-Bahn-Systems der Region Oviedo-Asturien.

## Betrieb
Die Strecke wird sowohl von Güterzügen als auch von Reisezügen benutzt. Im Winter kann der Betrieb durch Schnee beeinträchtigt sein; dann werden Diesellokomotiven der Baureihe 319 in Doppeltraktion eingesetzt, die an den Enden mit Spitzschneepflügen ausgerüstet sind.

### Reiseverkehr
Im Fernverkehr werden Alvia-Verbindungen mit umspurbaren und zweisystemfähigen Talgo-Triebzügen der Renfe-Baureihe 130 angeboten. Sie verkehren von Gijón entweder nach Madrid oder weiter bis Alicante und werden teilweise in Doppeltraktion geführt.
Die Regionalzüge von León nach Gijón werden mit dreiteiligen Triebzügen der Baureihen 440 oder 447 geführt. Seit 2013 werden der Bahnhof Pajares und der Haltepunkt Ciñera wegen schlechter Auslastung nicht mehr bedient.

### Güterverkehr
Im Güterverkehr verkehren vor allem Stahl- und Kohlezüge mit einem Masse bis zu 1000 t, aber auch Containerzüge. Renfe führt diese Züge meist mit Lokomotiven der aus den 1980er Jahren stammenden sechsachsigen Baureihen 251 von Hitachi oder den von Bombardier gebauten Traxx-Lokomotiven der Baureihe 253. Die Anhängelast einer Lokomotive der Baureihe 251 beträgt auf der Pajares-Rampe 1010 Tonnen, die einer der Baureihe 253 860 Tonnen. Im April 2017 wurden die Lokomotiven der Baureihe 251 vor den Stahlzügen durch Maschinen der Baureihe 253 in Doppeltraktion abgelöst.
Der aus einem Bahnbauunternehmen hervorgegangene private Betreiber Comsa setzt die Zweikraftlokomotiven Bitrac von CAF ein.

### Unfälle
Die Pajares-Strecke blieb nicht von Unfällen verschont:
- Am 27. Februar 1888 zerstörte eine Lawine die Matarredona-Brücke. Um die Verbindung wiederherzustellen, wurde ein provisorisches Gleis auf der Trasse der ehemaligen Baubahn verlegt. Die Bogenradien waren extrem eng und betrugen teilweise nur 80 m, so dass die Züge in diesem Abschnitt von besonders gut bogenläufigen kleinen Rangierlokomotiven geführt werden mussten. Im April war eine provisorische Holzbrücke als Ersatz für den zerstörten Matarredona-Viadukt fertiggestellt, sodass wieder die normale Strecke befahren werden konnte.
- Am 10. April 1950 entgleisten drei Wagen des Schnellzugs Madrid–Gijón in einer Kurve in der Nähe von Villallana und stürzten von einem Bahndamm. Mehr als 18 Tote und weitere 60 Verletzte waren zu beklagen. → Hauptartikel: Eisenbahnunfall von Viḷḷayana
- Am 3. Dezember 1950 brach ein Feuer im Bahnpostwagen des Schnellzuges Gijón–Madrid aus. Nachdem Reisende die Notbremse gezogen hatten, kam der Zug im Tunnel 13 zwischen Pajares und Busdongo zum Stehen. Das Feuer griff auf zwei Wagen der dritten Klasse mit hölzernen Wagenkästen über. Vier Personen verbrannten, 17 wurden verletzt.[14]
- Am 27. September 1978 blieb nach einer Fahrleitungsstörung ein mit 700 m³ Diesel und Benzin beladener Kesselwagenzug im Tunnel 50 Congostinas hinter dem Bahnhof Linares-Congostinas liegen. Eine zur Hilfe eilende Diesellokomotive kollidierte mit dem havarierten Zug und der Treibstoff entzündete sich. Sieben Eisenbahner starben. → Hauptartikel: Eisenbahnunfall im Congostinas-Tunnel